# Tokugawa Iemitsu
Tokugawa Iemitsu est un nom japonais traditionnel ; le nom de famille (ou le nom d'école), Tokugawa, précède donc le prénom (ou le nom d'artiste) Iemitsu.
Tokugawa Iemitsu (徳川家光, Tokugawa Iemitsu, 1604-1651) est le troisième shogun du shogunat Tokugawa au Japon. Il régna de 1623 à 1651 au début de l'ère Edo.

## Biographie
Fils aîné du shogun Tokugawa Hidetada, il devint le nouveau shogun en 1623 quand son père se retira et établit le principe de chef non exécutif ōgosho dont il tint le rôle jusqu'à sa mort en 1632.
Pour assurer le pouvoir du shogunat, Iemitsu élimina un grand nombre de daimyōs et établit une administration centrale qui dura deux siècles jusqu'à la restauration Meiji. Il instaura les principales politiques intérieures et internationales caractérisant le shogunat Tokugawa :
- l'obligation de résidence alternative et le principe des otages (sankin kōtai) en 1635, politique visant à affaiblir les daimyos en les forçant à de nombreux déplacements aux dépens de leurs finances ;
- la politique d'isolement, ou sakoku, qui coupa le Japon du reste du monde entre 1633 et 1853 ;
- la lutte contre les catholiques (kirishitan), qu'il voyait comme une menace à son régime. Il fit exécuter ou expulser tous les missionnaires et demanda à tous les Japonais de s'enregistrer dans les temples bouddhistes. Quand une rébellion contre cette politique éclata à Shimabara, il la réprima sans pitié (voir Seize martyrs de Nagasaki).

Son fils aîné, Tokugawa Ietsuna, lui succéda après sa mort en 1651.
Lorsqu'il avait des loisirs, Iemitsu aimait peindre. Une vingtaine de ses œuvres sont conservées.

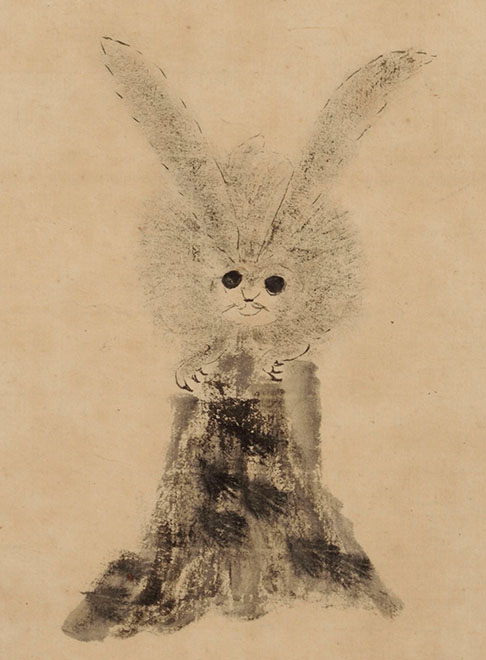
Tokugawa Iemitsu, Lapin.